# Cratere Heis
Heis è un cratere lunare di 13,69 km situato nella parte nord-occidentale della faccia visibile della Luna.
Il cratere è dedicato all'astronomo tedesco Eduard Heis.

## Crateri correlati
Alcuni crateri minori situati in prossimità di Heis sono convenzionalmente identificati, sulle mappe lunari, attraverso una lettera associata al nome.
| Heis | Coordinate            | Diametro (in km) |
| ---- | --------------------- | ---------------- |
| A    | 32°43′48″N 31°55′48″W | 5,85             |
| D    | 31°39′36″N 31°06′36″W | 7,67             |